# Campbell Scott
Campbell Whalen Scott (New York, 19 luglio 1961) è un attore, regista e produttore cinematografico statunitense.
È noto per aver interpretato Richard Parker nel film The Amazing Spider-Man (2012) e nel suo sequel The Amazing Spider-Man 2 - Il potere di Electro (2014), oltreché per aver dato il volto a Lewis Dodgson in Jurassic World - Il dominio (2022).

## Biografia
Figlio degli attori George C. Scott e Colleen Dewhurst, ha un fratello, Alexander Scott.
Debutta nel 1987 nel film Dentro la grande mela, con Jodie Foster e Tim Robbins, e si fa notare nei film Che mi dici di Willy? e ne Il tè nel deserto di Bernardo Bertolucci. Recita al fianco di Julia Roberts in Scelta d'amore - La storia di Hilary e Victor, del 1991, nel quale è presente anche sua madre nel ruolo di Estella Whittier. Successivamente recita in film come La formula (1997), Gli imbroglioni (1998) e The Exorcism of Emily Rose (2005).
Dal 2006 al 2007 farà parte del cast della serie Six Degrees - Sei gradi di separazione, recitando la parte di Steven Caseman. Reciterà in Scrivimi una canzone, un film di Marc Lawrence. A partire dal 2009 diventerà uno dei protagonisti della serie Royal Pains, nella parte del miliardario Boris Kuester von Jurgens-Ratenicz, ricoprendo il ruolo fino al 2016. Reciterà la parte di Richard Parker, il padre del supereroe Spider-Man, nel film basato sulla Marvel Comics The Amazing Spider-Man (2012), ricoprendo poi il ruolo anche nel sequel The Amazing Spider-Man 2 - Il potere di Electro (2014). Nel 2017 entra nel cast della serie televisiva House of Cards - Gli intrighi del potere nel ruolo di Mark Usher. Nel 2019 partecipa alla serie televisiva Soundtrack.
Nel 2022 recita nei panni del malvagio dottor Lewis Dodgson nel film Jurassic World - Il dominio (sesto capitolo della serie cinematografica), diretto da Colin Trevorrow.

## Filmografia

### Attore

#### Cinema
- Dentro la grande mela (Five Corners), regia di Tony Bill (1987)
- From Hollywood to Deadwood, regia di Rex Pickett (1988)
- Che mi dici di Willy? (Longtime Companion), regia di Norman René (1990)
- Il tè nel deserto (The Sheltering Sky), regia di Bernardo Bertolucci (1990)
- Ain't No Way Back, regia di Michael Borden (1990)
- Scelta d'amore - La storia di Hilary e Victor (Dying Young), regia di Joel Schumacher (1991)
- L'altro delitto (Dead Again), regia di Kenneth Branagh (1991)
- Singles - L'amore è un gioco (Singles), regia di Cameron Crowe (1992)
- The Innocent, regia di John Schlesinger (1993)
- Mrs. Parker e il circolo vizioso (Mrs. Parker and the Vicious Circle), regia di Alan Rudolph (1994)
- Let It Be Me, regia di Eleanor Bergstein (1995)
- Big Night, regia di Stanley Tucci (1996)
- L'amante in città (The Daytrippers), regia di Greg Mottola (1996)
- La formula (The Spanish Prisoner), regia di David Mamet (1997)
- Gli imbroglioni (The Impostors), regia di Stanley Tucci (1998)
- Hi-Life, regia di Roger Hedden (1998)
- Spring Forward, regia di Tom Gilroy (1999)
- Top of the Food Chain, regia di John Paizs (1999)
- Lush, regia di Mark Gibson (1999)
- Other Voices, regia di Dan McCormack (2000)
- Guardo, ci penso e nasco (Delivering Milo), regia di Nick Castle (2001)
- Roger Dodger, regia di Dylan Kidd (2002)
- The Secret Lives of Dentists, regia di Alan Rudolph (2002)
- Saint Ralph, regia di Michael McGowan (2004)
- Marie e Bruce - Finché divorzio non vi separi (Marie and Bruce) (2004)
- Duma, regia di Carroll Ballard (2004)
- The Exorcism of Emily Rose, regia di Scott Derrickson (2005)
- The Dying Gaul, regia di Craig Lucas (2005)
- Loverboy, regia di Kevin Bacon (2005)
- Scrivimi una canzone (Music and Lyrics), regia di Marc Lawrence (2007)
- Crashing, regia di Gary Walkow (2007)
- One Week, regia di Michael McGowan (2008)
- Phoebe in Wonderland, regia di Daniel Barnz (2008)
- Handsome Harry, regia di Bette Gordon (2009)
- Beware the Gonzo, regia di Bryan Goluboff (2010)
- Eye of the Hurricane, regia di Jesse Wolfe (2012)
- Resta con me (Still Mine), regia di Michael McGowan (2012)
- The Amazing Spider-Man, regia di Marc Webb (2012)
- Before I Sleep, regia di Billy Sharff e Aaron Sharff (2013)
- The Amazing Spider-Man 2 - Il potere di Electro (The Amazing Spider-Man 2), regia di Marc Webb (2014)
- A Lotus 'Til Reckoning, regia di David McElfresh (2013)
- A Long Time for Lovers, regia di David McElfresh (2016)
- Manhattan Night, regia di Brian DeCubellis (2016)
- Jurassic World - Il dominio (Jurassic World: Dominion), regia di Colin Trevorrow (2022)
- Nonnas, regia di Stephen Chbosky (2025)

#### Televisione
- L.A. Law - Avvocati a Los Angeles (L.A. Law) - serie TV, episodio 1x12 (1986)
- Casa Keaton (Family Ties) - serie TV, episodio 6x8 (1987)
- I Kennedy (The Kennedys of Massachusetts) - miniserie TV, 3 episodi (1990)
- Il tributo più bello (The Perfect Tribute) - film TV, regia di Jack Bender (1991)
- La bottega degli orrori di Sweeney Todd (The Tale of Sweeney Todd) - film TV, regia di John Schlesinger (1997)
- Liberty! The American Revolution - miniserie TV, 5 episodi (1997)
- Lettera d'amore (The Love Letter) - film TV, regia di Dan Curtis (1998)
- Hamlet - film TV, regia di Eric Simonson e Campbell Scott (2000)
- Follow the Stars Home - film TV, regia di Dick Lowry (2001)
- American Masters - documentario (2001)
- The Pilot's Wife - film TV, regia di Robert Markowitz (2002)
- Final Days of Planet Earth - film TV, regia di Robert Lieberman (2006)
- Ambrose Bierce: Civil War Stories - film TV, regia di Brian James Egen e Don Maxwell (2006)
- Six Degrees - Sei gradi di separazione (Six Degrees) - serie TV, 13 episodi (2006-2007)
- Royal Pains - serie TV, 56 episodi (2009-2016)
- Damages - serie TV, 12 episodi (2010)
- The Blacklist - serie TV, episodio 1x13 (2014)
- Road to Rolex 24: A Chase for Glory - film TV, regia di Brad Lockhart (2014)
- Allegiance - serie TV, episodio 1x1 (2015) - non accreditato
- Last Week Tonight with John Oliver - serie TV, episodio 2x4 (2015)
- Sex&Drugs&Rock&Roll - serie TV, episodi 2x4, 2x6 e 2x8 (2016)
- House of Cards - Gli intrighi del potere (House of Cards) - serie TV, 19 episodi (2017-2018)
- Soundtrack – serie TV, 10 episodi (2019)
- Space Force - serie TV, 1 episodio (2020)

#### Cortometraggi
- For Closure, regia di Andy Keir (2010)
- Love, Lots of It, regia di Rob Feld (2011)
- The Worst Thing I've Ever Done, regia di Brian DeCubellis (2012)

### Doppiatore
- Freedom: A History of Us - documentario (2003)
- Stolen - documentario (2005)
- American Experience - documentario (2005-2008)

### Regista
- Big Night (1996) co-diretto con Stanley Tucci
- Hamlet (2000) co-diretto con Eric Simonson
- Off the Map (2003)
- Company Retreat (2009)

## Doppiatori italiani
Nelle versioni in italiano dei suoi lavori, Campbell Scott è stato doppiato da:
- Massimo Rossi in Scelta d'amore - La storia di Hilary e Victor, The Innocent, Guardo, ci penso e nasco, Jurassic World - Il dominio
- Sergio Lucchetti in The Amazing Spider-Man, The Amazing Spider-Man 2 - Il potere di Electro, Space Force, Billions
- Sandro Acerbo in The Exorcism of Emily Rose, Six Degrees - Sei gradi di separazione, House of Cards - Gli intrighi del potere
- Danilo De Girolamo in La formula, Roger Dodger
- Mauro Gravina in Loverboy, Nonnas
- Francesco Prando in Damages, Royal Pains
- Fabrizio Pucci in Mrs. Parker e il circolo vizioso
- Sergio Di Stefano in Scrivimi una canzone
- Marco Mete in Il tè nel deserto
- Roberto Pedicini in Hamlet
- Angelo Maggi in Singles - L'amore è un gioco